# 샤바주

샤바주 또는 샤바 칸톤은 유프라테스강 서쪽 지역을 관할하는 로자바의 주이다. 유프라테스강을 통해 코바니 주와 접한다. 아프린 주와 경계를 접하지만 아프린주와 지금까지 해방된 샤바 주 사이의 지역은 아직 이슬람 국가의 지배를 받고 있다.
주도는 만비즈이다.

## 역사
2012년 중반에 시리아 반군이 차지했다가 2014년에 이슬람 국가가 이 지역을 점령했다.
2015년 12월 시리아 민주군은 티시린 댐을 점령하고 강을 건나 유프라테스강 서안 지역의 일부 마을을 점령했다. 2016년에 코바니에서 회의를 열고 샤바 주 정부가 창설되었다.
2016년 6월 시리아 민주군(SDF)이 만비즈를 IS로부터 해방하려는 군사작전을 시작하였다. 6월 8일, SDF가 만비즈를 완전 포위하였다. 73일간 격렬한 전투가 이어진 끝에 8월 12일, SDF가 만비즈를 완전 해방시켰다.

## 같이 보기
- 로자바 분쟁